# Kurija Domin
Kurija Domin je kurija u naselju Donja Topličica, općina Sveti Ivan Zelina, zaštićeno kulturno dobro.

## Opis dobra
Kurija Domin u Donjoj Topličici nalazi se na osami usred brežuljka. To je prizemnica pravokutne tlocrtne osnove pokrivena četverostrešnim krovištem. Prvotna jednokatna barokna kurija iz 18. stoljeća stradala je u potresu 1880. nakon čega je u obnovi produljena te snižena za kat, a pročelja su oblikovana u skromnim neostilskim oblicima. Od baroknih detalja sačuvan je podrum s češkim i pruskim svodovima. Unutrašnje prostorije organizirane su oko središnjeg hodnika, a stropnu konstrukciju čini drveni grednik ožbukanog podgleda. Uz kuriju se protezao voćnjak i povrtnjak, a u novije vrijeme uređen je manji park sa zelenilom. Predstavlja vrijednu arhitektonsko – pejzažnu cjelinu zelinskog kraja.

## Zaštita
Pod oznakom Z-3924 zavedena je kao nepokretno kulturno dobro – pojedinačno, pravna statusa zaštićena kulturnog dobra, klasificirano kao "profana graditeljska baština".